# Población Huemul I
Población Huemul I es un modelo de barrio obrero y clase media-baja en Santiago de Chile, convirtiéndose en un conjunto arquitectónico entre las calles Franklin, Placer, Huemul y Lord Cochrane, que hasta la fecha es un hito en diseño.
La Población Huemul fue inaugurada por el Presidente de la República Ramón Barros Luco el 15 de septiembre de 1911, la "población modelo" de Santiago, como parte de las obras de mejoramiento y embellecimiento de la ciudad en conmemoración al Centenario del país.

## Características
Siendo mandada a construir por la Caja de Crédito Hipotecario, el proyecto del arquitecto Ricardo Larraín Bravo constaba de 157 casas distribuidas en varias manzanas, en una superficie de 28.294 metros cuadrados, que se convirtió en una de las primeras ciudades satélite de Chile.
Sin embargo, para la inauguración se entregaron solamente setenta casas, además de la plaza, el edificio de la Caja de Ahorros, y otro que acogía una escuela, un dispensario y una capilla.
La obra quedó completa en octubre de 1918, cuando se entregó la Sección de Beneficencia Pública, emplazada en el entorno de la plaza Elías Fernández Albano. Esta contemplaba pabellones destinados a asilo maternal, gota de leche, un hospital de niños, asilo infantil, iglesia, conventillo para solteros, biblioteca, sala de conferencias y teatro y una caja de ahorros, contaba con palmeras traídas directamente de las Islas Canarias.
El conjunto se conformó en una composición urbana de calidad insólita para la realidad habitacional obrera de la época: abarcó seis manzanas rectangulares, con la calle Bío Bío como principal eje y como centro, en donde se ubicó una plaza contenida por edificios públicos: teatro y biblioteca y dos escuelas; además contempló una sala cuna, una sala de actos, un templo masónico, un policlínico, además de comercio y otros.
En sus cercanías se ubicaban, entre otras industrias, la Fábrica de Cartuchos, la Fábrica de Vidrios y la Refinería de Azúcar; y, algo más lejos, la Penitenciaría.
En un momento en que los mineros desempleados del salitre comenzaron a luchar por un lugar en la capital, la población Huemul sorprendió a los santiaguinos del centenario. Se trataba de una alternativa que reemplazaba los sucios conventillos por espacios dignos y funcionales. Aunque jamás fue comprobado, se dice que en su "Municipal chico" habría actuado Carlos Gardel.
Pero es Gabriela Mistral la más ilustre de los cientos de vecinos que recorrieron sus veredas de palmeras importadas. Quién sabe hasta qué punto influyó la población en la poeta, o en el hecho de que, años más tarde, pidiera "menos cóndor y más huemul" para Chile.